# Liste des districts du Madhya Pradesh
L'État du Madhya Pradesh en Inde est divisé en 50 districts dont voici la liste :

L'État du Madhya Pradesh en Inde.

## Liste des districts
| Sigle | District              | Chef-lieu   | Population (2011) | Superficie (km²) | Densité 2011 | Site web officiel          |
| ----- | --------------------- | ----------- | ----------------- | ---------------- | ------------ | -------------------------- |
| AL    | Alirajpur             | Alirajpur   | 728,677           | 3,182            | 229          | http://alirajpur.nic.in/   |
| AP    | Anuppur               | Anuppur     | 749,521           | 3,747            | 200          | http://anuppur.nic.in/     |
| AS    | Ashok Nagar           | Ashok Nagar | 844,979           | 4,674            | 181          | http://ashoknagar.nic.in/  |
| BL    | Balaghat              | Balaghat    | 1,701,156         | 9,229            | 184          | http://balaghat.nic.in/    |
| BR    | Barwani               | Barwani     | 1,385,659         | 5,432            | 256          | http://barwani.nic.in/     |
| BE    | Betul                 | Betul       | 1,575,247         | 10,043           | 157          | http://betul.nic.in/       |
| BD    | Bhind                 | Bhind       | 1,703,562         | 4,459            | 382          | http://bhind.nic.in/       |
| BP    | Bhopal                | Bhopal      | 2,368,145         | 2,772            | 854          | http://bhopal.nic.in/      |
| BU    | Burhanpur             | Burhanpur   | 756,993           | 3,427            | 221          | http://burhanpur.nic.in/   |
| CT    | Chhatarpur            | Chhatarpur  | 1,762,857         | 8,687            | 203          | http://chhatarpur.nic.in/  |
| CN    | Chhindwara            | Chhindwara  | 2,090,306         | 11,815           | 177          | http://chhindwara.nic.in/  |
| DM    | Damoh                 | Damoh       | 1,263,703         | 7,306            | 173          | http://damoh.nic.in/       |
| DT    | Datia                 | Datia       | 786,375           | 2,694            | 292          | http://datia.nic.in/       |
| DE    | Dewas                 | Dewas       | 1,563,107         | 7,020            | 223          | http://dewas.nic.in/       |
| DH    | Dhar                  | Dhar        | 2,184,672         | 8,153            | 268          | http://dhar.nic.in/        |
| DI    | Dindori               | Dindori     | 704,218           | 7,427            | 94           | http://dindori.nic.in/     |
| GU    | Guna                  | Guna        | 1,240,938         | 6,485            | 194          | http://guna.nic.in/        |
| GW    | Gwalior               | Gwalior     | 2,030,543         | 5,465            | 445          | http://gwalior.nic.in/     |
| HA    | Harda                 | Harda       | 570,302           | 3,339            | 171          | http://harda.nic.in/       |
| HO    | Hoshangabad           | Hoshangabad | 1,240,975         | 6,698            | 185          | http://hoshangabad.nic.in/ |
| IN    | Indore                | Indore      | 3,272,335         | 3,898            | 839          | http://www.indore.nic.in/  |
| JA    | Jabalpur              | Jabalpur    | 2,460,714         | 5,210            | 472          | http://jabalpur.nic.in/    |
| JH    | Jhabua                | Jhabua      | 1,024,091         | 6,782            | 285          | http://jhabua.nic.in/      |
| KA    | Katni                 | Katni       | 1,291,684         | 4,947            | 261          | http://katni.nic.in/       |
| EN    | Khandwa (East Nimar)  | Khandwa     | 1,309,443         | 7,349            | 178          | http://khandwa.nic.in/     |
| WN    | Khargone (West Nimar) | Khargone    | 1,872,413         | 8,010            | 233          | http://khargone.nic.in/    |
| ML    | Mandla                | Mandla      | 1,053,522         | 5,805            | 182          | http://mandla.nic.in/      |
| MS    | Mandsaur              | Mandsaur    | 1,339,832         | 5,530            | 242          | http://mandsaur.nic.in/    |
| MO    | Morena                | Morena      | 1,965,137         | 4,991            | 394          | http://morena.nic.in/      |
| NA    | Narsinghpur           | Narsinghpur | 1,092,141         | 5,133            | 213          | http://narsinghpur.nic.in/ |
| NE    | Neemuch               | Neemuch     | 825,958           | 4,267            | 194          | http://neemuch.nic.in/     |
| PA    | Panna                 | Panna       | 1,016,028         | 7,135            | 142          | http://panna.nic.in/       |
| RS    | Raisen                | Raisen      | 1,331,699         | 8,466            | 157          | http://raisen.nic.in/      |
| RG    | Rajgarh               | Rajgarh     | 1,546,541         | 6,143            | 251          | http://rajgarh.nic.in/     |
| RL    | Ratlam                | Ratlam      | 1,454,483         | 4,861            | 299          | http://ratlam.nic.in/      |
| RE    | Rewa                  | Rewa        | 2,363,744         | 6,314            | 374          | http://rewa.nic.in/        |
| SG    | Sagar                 | Sagar       | 2,378,295         | 10,252           | 272          | http://sagar.nic.in/       |
| ST    | Satna                 | Satna       | 2,228,619         | 7,502            | 297          | http://satna.nic.in/       |
| SR    | Sehore                | Sehore      | 1,311,008         | 6,578            | 199          | http://sehore.nic.in/      |
| SO    | Seoni                 | Seoni       | 1,378,876         | 8,758            | 157          | http://seoni.nic.in/       |
| SH    | Shahdol               | Shahdol     | 1,064,989         | 6,205            | 172          | http://shahdol.nic.in/     |
| SJ    | Shajapur              | Shajapur    | 1,512,353         | 6,196            | 244          | http://shajapur.nic.in/    |
| SP    | Sheopur               | Sheopur     | 687,952           | 6,585            | 104          | http://sheopur.nic.in/     |
| SV    | Shivpuri              | Shivpuri    | 1,725,818         | 10,290           | 168          | http://shivpuri.nic.in/    |
| SI    | Sidhi                 | Sidhi       | 1,126,515         | 10,520           | 232          | http://sidhi.nic.in/       |
| SN    | Singrauli             | Singrauli   | 1,178,132         | 5,672            | 208          | http://singrauli.nic.in/   |
| TI    | Tikamgarh             | Tikamgarh   | 1,444,920         | 5,055            | 286          | http://tikamgarh.nic.in/   |
| UJ    | Ujjain                | Ujjain      | 1,986,597         | 6,091            | 356          | http://ujjain.nic.in/      |
| UM    | Umaria                | Umaria      | 643,579           | 4,062            | 158          | http://umaria.nic.in/      |
| VI    | Vidisha               | Vidisha     | 1,458,212         | 7,362            | 198          | http://vidisha.nic.in/     |